# Тікушу
Тікушу (рум. Ticușu) — комуна у повіті Брашов в Румунії. До складу комуни входять такі села (дані про населення за 2002 рік):
- Кобор (233 особи)
- Тікушу-Векі (633 особи) — адміністративний центр комуни

Комуна розташована на відстані 183 км на північний захід від Бухареста, 49 км на північний захід від Брашова, 148 км на південний схід від Клуж-Напоки.

## Населення
За даними перепису населення 2002 року у комуні проживали 866 осіб.
Національний склад населення комуни:
| Національність | Кількість осіб | Відсоток |
| -------------- | -------------- | -------- |
| румуни         | 370            | 42,7%    |
| цигани         | 353            | 40,8%    |
| угорці         | 136            | 15,7%    |
| німці          | 7              | 0,8%     |

Рідною мовою назвали:
| Мова      | Кількість осіб | Відсоток |
| --------- | -------------- | -------- |
| румунська | 710            | 82,0%    |
| угорська  | 149            | 17,2%    |
| німецька  | 7              | 0,8%     |

Склад населення комуни за віросповіданням:
| Релігія                                       | Кількість осіб | Відсоток |
| --------------------------------------------- | -------------- | -------- |
| православні                                   | 611            | 70,6%    |
| реформати                                     | 130            | 15,0%    |
| п'ятдесятники                                 | 54             | 6,2%     |
| бретрени                                      | 26             | 3,0%     |
| адвентисти                                    | 16             | 1,8%     |
| унітарії                                      | 8              | 0,9%     |
| римо-католики                                 | 7              | 0,8%     |
| лютерани (Аугсбурзького сповідання)           | 6              | 0,7%     |
| баптисти                                      | 5              | 0,6%     |
| лютерани (Синодально-пресвітеріанська церква) | 2              | 0,2%     |
| греко-католики                                | 1              | 0,1%     |

## Зовнішні посилання
- Дані про комуну Тікушу на сайті Ghidul Primăriilor